# 安德烈亚·贝内利
安德烈亚·贝内利（義大利語：Andrea Benelli，1960年6月28日—），意大利男子射击运动员。他曾代表意大利参加1988年、1992年、1996年、2004年和2008年夏季奥林匹克运动会射击比赛，共获得一枚金牌和一枚铜牌。